# Troisième tour des éliminatoires de la zone Amérique du Nord, Amérique centrale et Caraïbes de la Coupe du monde de football 2026
Cet article donne les résultats du troisième tour de la zone Amérique du Nord, Amérique centrale et Caraïbes pour les éliminatoires de la Coupe du monde 2026.
Navigation
Deuxième tour

## Format
Étant donné que le Canada, le Mexique et les États-Unis se sont qualifiés pour le tournoi final en tant que pays hôte, ils ne participeront pas au tournoi de qualification. Douze équipes, les vainqueurs et les deuxièmes du deuxième tour ont été réparties en trois groupes de quatre équipes chacun pour disputer des matchs aller-retour. Les vainqueurs se qualifieront pour la Coupe du Monde de la FIFA 2026, tandis que les deux meilleurs deuxièmes accéderont aux barrages interconfédéraux.

## Calendrier
Le calendrier du troisième tour est le suivant :
| Tour                          | Journée   | Date                |
| ----------------------------- | --------- | ------------------- |
| Troisième tour – Phase finale | Journée 1 | 1–9 septembre 2025  |
| Troisième tour – Phase finale | Journée 2 | 1–9 septembre 2025  |
| Troisième tour – Phase finale | Journée 3 | 6–14 octobre 2025   |
| Troisième tour – Phase finale | Journée 4 | 6–14 octobre 2025   |
| Troisième tour – Phase finale | Journée 5 | 10–18 novembre 2025 |
| Troisième tour – Phase finale | Journée 6 | 10–18 novembre 2025 |

## Equipes qualifiés
- Bermudes
- Costa Rica
- Curaçao
- Salvador
- Guatemala
- Haïti
- Honduras
- Jamaïque
- Nicaragua
- Panama
- Suriname
- Trinité-et-Tobago

## Tirage au sort
Le tirage au sort a eu lieu le 12 juin 2025 à 19h00. Les équipes ont été réparties selon le classement mondial masculin de la FIFA de juin 2025 (indiqué entre parenthèses). Le tirage a commencé avec le chapeau 1 ; la première équipe tirée a été placée en position A1, la deuxième en position B1 et la troisième en position C1. Le processus a été répété avec les chapeaux 2, 3 et 4.
| Pot 1 (têtes de série)                             | Pot 2                                             | Pot 3                                                       | Pot 4                                                  |
| -------------------------------------------------- | ------------------------------------------------- | ----------------------------------------------------------- | ------------------------------------------------------ |
| 1. Panama (31) 2. Costa Rica (50) 3. Jamaïque (62) | 1. Honduras (73) 2. Salvador (81) 3. Curaçao (85) | 1. Haïti (86) 2. Trinité-et-Tobago (100) 3. Guatemala (105) | 1. Nicaragua (131) 2. Suriname (135) 3. Bermudes (162) |

## Résultats

### Groupe A
| Rang | Équipe    | Pts | J | G | N | P | Bp | Bc | Diff |  | Résultats (▼ dom., ► ext.) |   |   |   |   |
| ---- | --------- | --- | - | - | - | - | -- | -- | ---- |  | -------------------------- | - | - | - | - |
| 1    | Panama    | 0   | 0 | 0 | 0 | 0 | 0  | 0  | 0    |  | Panama                     |   | - | - | - |
| 2    | Salvador  | 0   | 0 | 0 | 0 | 0 | 0  | 0  | 0    |  | Salvador                   | - |   | - | - |
| 3    | Guatemala | 0   | 0 | 0 | 0 | 0 | 0  | 0  | 0    |  | Guatemala                  | - | - |   | - |
| 4    | Suriname  | 0   | 0 | 0 | 0 | 0 | 0  | 0  | 0    |  | Suriname                   | - | - | - |   |

| 4 septembre 2025 | Suriname | -   | Panama |             |             |
| 20:30 UTC−3      |          | (-) |        | Arbitrage : | Arbitrage : |

| 4 septembre 2025 | Guatemala | -   | Salvador |             |             |
| 20:00 UTC−6      |           | (-) |          | Arbitrage : | Arbitrage : |

| 8 septembre 2025 | Panama | -   | Guatemala |             |             |
| 20:30 UTC−5      |        | (-) |           | Arbitrage : | Arbitrage : |

| 8 septembre 2025 | Salvador | -   | Suriname |             |             |
| 18:30 UTC−6      |          | (-) |          | Arbitrage : | Arbitrage : |

| 10 octobre 2025 | Salvador | -   | Panama |             |             |
|                 |          | (-) |        | Arbitrage : | Arbitrage : |

| 10 octobre 2025 | Suriname | -   | Guatemala |             |             |
|                 |          | (-) |           | Arbitrage : | Arbitrage : |

| 14 octobre 2025 | Panama | -   | Suriname |             |             |
|                 |        | (-) |          | Arbitrage : | Arbitrage : |

| 14 octobre 2025 | Salvador | -   | Guatemala |             |             |
|                 |          | (-) |           | Arbitrage : | Arbitrage : |

| 13 novembre 2025 | Guatemala | -   | Panama |             |             |
|                  |           | (-) |        | Arbitrage : | Arbitrage : |

| 13 novembre 2025 | Suriname | -   | Salvador |             |             |
|                  |          | (-) |          | Arbitrage : | Arbitrage : |

| 18 novembre 2025 | Panama | -   | Salvador |             |             |
|                  |        | (-) |          | Arbitrage : | Arbitrage : |

| 18 novembre 2025 | Guatemala | -   | Suriname |             |             |
|                  |           | (-) |          | Arbitrage : | Arbitrage : |

### Groupe B
| Rang | Équipe            | Pts | J | G | N | P | Bp | Bc | Diff |  | Résultats (▼ dom., ► ext.) |   |   |   |   |
| ---- | ----------------- | --- | - | - | - | - | -- | -- | ---- |  | -------------------------- | - | - | - | - |
| 1    | Jamaïque          | 0   | 0 | 0 | 0 | 0 | 0  | 0  | 0    |  | Jamaïque                   |   | - | - | - |
| 2    | Curaçao           | 0   | 0 | 0 | 0 | 0 | 0  | 0  | 0    |  | Curaçao                    | - |   | - | - |
| 3    | Trinité-et-Tobago | 0   | 0 | 0 | 0 | 0 | 0  | 0  | 0    |  | Trinité-et-Tobago          | - | - |   | - |
| 4    | Bermudes          | 0   | 0 | 0 | 0 | 0 | 0  | 0  | 0    |  | Bermudes                   | - | - | - |   |

| 5 septembre 2025 | Bermudes | -   | Jamaïque |             |             |
| 19:00 UTC−3      |          | (-) |          | Arbitrage : | Arbitrage : |

| 5 septembre 2025 | Trinité-et-Tobago | -   | Curaçao |             |             |
| 20:00 UTC−4      |                   | (-) |         | Arbitrage : | Arbitrage : |

| 9 septembre 2025 | Jamaïque | -   | Trinité-et-Tobago |             |             |
| 19:00 UTC−5      |          | (-) |                   | Arbitrage : | Arbitrage : |

| 9 septembre 2025 | Curaçao | -   | Bermudes |             |             |
| 20:00 UTC−4      |         | (-) |          | Arbitrage : | Arbitrage : |

| 10 octobre 2025 | Curaçao | -   | Jamaïque |             |             |
|                 |         | (-) |          | Arbitrage : | Arbitrage : |

| 10 octobre 2025 | Bermudes | -   | Trinité-et-Tobago |             |             |
|                 |          | (-) |                   | Arbitrage : | Arbitrage : |

| 14 octobre 2025 | Jamaïque | -   | Bermudes |             |             |
|                 |          | (-) |          | Arbitrage : | Arbitrage : |

| 14 octobre 2025 | Curaçao | -   | Trinité-et-Tobago |             |             |
|                 |         | (-) |                   | Arbitrage : | Arbitrage : |

| 13 novembre 2025 | Trinité-et-Tobago | -   | Jamaïque |             |             |
|                  |                   | (-) |          | Arbitrage : | Arbitrage : |

| 13 novembre 2025 | Bermudes | -   | Curaçao |             |             |
|                  |          | (-) |         | Arbitrage : | Arbitrage : |

| 18 novembre 2025 | Jamaïque | -   | Curaçao |             |             |
|                  |          | (-) |         | Arbitrage : | Arbitrage : |

| 18 novembre 2025 | Trinité-et-Tobago | -   | Bermudes |             |             |
|                  |                   | (-) |          | Arbitrage : | Arbitrage : |

### Groupe C
| Rang | Équipe     | Pts | J | G | N | P | Bp | Bc | Diff |  | Résultats (▼ dom., ► ext.) |   |   |   |   |
| ---- | ---------- | --- | - | - | - | - | -- | -- | ---- |  | -------------------------- | - | - | - | - |
| 1    | Costa Rica | 0   | 0 | 0 | 0 | 0 | 0  | 0  | 0    |  | Costa Rica                 |   | - | - | - |
| 2    | Honduras   | 0   | 0 | 0 | 0 | 0 | 0  | 0  | 0    |  | Honduras                   | - |   | - | - |
| 3    | Haïti      | 0   | 0 | 0 | 0 | 0 | 0  | 0  | 0    |  | Haïti                      | - | - |   | - |
| 4    | Nicaragua  | 0   | 0 | 0 | 0 | 0 | 0  | 0  | 0    |  | Nicaragua                  | - | - | - |   |

| 5 septembre 2025 | Nicaragua | -   | Costa Rica |             |             |
| 20:00 UTC−6      |           | (-) |            | Arbitrage : | Arbitrage : |

| 5 septembre 2025 | Haïti | -   | Honduras |             |             |
| 20:00 UTC−4      |       | (-) |          | Arbitrage : | Arbitrage : |

| 9 septembre 2025 | Costa Rica | -   | Haïti |             |             |
| 20:00 UTC−6      |            | (-) |       | Arbitrage : | Arbitrage : |

| 9 septembre 2025 | Honduras | -   | Nicaragua |             |             |
| 20:00 UTC−6      |          | (-) |           | Arbitrage : | Arbitrage : |

| 9 octobre 2025 | Honduras | -   | Costa Rica |             |             |
|                |          | (-) |            | Arbitrage : | Arbitrage : |

| 9 octobre 2025 | Nicaragua | -   | Haïti |             |             |
|                |           | (-) |       | Arbitrage : | Arbitrage : |

| 13 octobre 2025 | Costa Rica | -   | Nicaragua |             |             |
|                 |            | (-) |           | Arbitrage : | Arbitrage : |

| 13 octobre 2025 | Honduras | -   | Haïti |             |             |
|                 |          | (-) |       | Arbitrage : | Arbitrage : |

| 13 novembre 2025 | Haïti | -   | Costa Rica |             |             |
|                  |       | (-) |            | Arbitrage : | Arbitrage : |

| 13 novembre 2025 | Nicaragua | -   | Honduras |             |             |
|                  |           | (-) |          | Arbitrage : | Arbitrage : |

| 18 novembre 2025 | Costa Rica | -   | Honduras |             |             |
|                  |            | (-) |          | Arbitrage : | Arbitrage : |

| 18 novembre 2025 | Haïti | -   | Nicaragua |             |             |
|                  |       | (-) |           | Arbitrage : | Arbitrage : |